# Lijst van rijksmonumenten in Eekwerderdraai
De plaats Eekwerderdraai telt 8 inschrijvingen in het rijksmonumentenregister. Hieronder een overzicht.
| Object                | Oorspronkelijke functie? | Bouwjaar                                            | Architect             | Locatie         | Coördinaten?                  | Nr.?   | Afbeelding        |
| --------------------- | ------------------------ | --------------------------------------------------- | --------------------- | --------------- | ----------------------------- | ------ | ----------------- |
| Wierde/huisterp       | Archeologisch monument   | middeleeuwen                                        |                       | Stadsweg        | 53° 18' 52" NB, 6° 48' 5" OL  | 45752  | Upload foto       |
| Wierde/huisterp       | Archeologisch monument   | middeleeuwen                                        |                       | Stadsweg        | 53° 18' 55" NB, 6° 48' 9" OL  | 45753  | Upload foto       |
| Wierde/huisterp       | Archeologisch monument   | middeleeuwen                                        |                       | Stadsweg        | 53° 18' 55" NB, 6° 48' 13" OL | 45754  | Upload foto       |
| Rusthoven, huis       | Kasteel, buitenplaats    | 1686 1819 (verb.) 1987 (rest.)                      | P.L. de Vrieze (1987) | Rijksweg 39     | 53° 19' 5" NB, 6° 48' 6" OL   | 515520 | Meer afbeeldingen |
| Rusthoven, park       | Tuin, park en plantsoen  | 17e eeuw (huiseiland) 18e eeuw of ouder (oprijlaan) |                       | bij Rijksweg 39 | 53° 19' 5" NB, 6° 48' 6" OL   | 515555 | Meer afbeeldingen |
| Rusthoven, theekoepel | Tuin, park en plantsoen  | 1847                                                |                       | bij Rijksweg 39 | 53° 19' 5" NB, 6° 48' 6" OL   | 515556 | Meer afbeeldingen |
| Rusthoven, brug       | Tuin, park en plantsoen  | 19e eeuw                                            |                       | bij Rijksweg 39 | 53° 19' 5" NB, 6° 48' 6" OL   | 515557 | Meer afbeeldingen |
| Rusthoven, hek        | Tuin, park en plantsoen  | 18e eeuw                                            |                       | bij Rijksweg 39 | 53° 19' 5" NB, 6° 48' 6" OL   | 515558 | Meer afbeeldingen |